# Lovington, Illinois
Lovington là một làng thuộc quận Moultrie, tiểu bang Illinois, Hoa Kỳ. Năm 2010, dân số của làng này là 1130 người.

## Dân số
Dân số qua các năm:
- Năm 2000: 1222 người.
- Năm 2010: 1130 người.